# Плоштине
Плоштине (итал. Plostine) су насељено место у саставу града Пакраца, у западној Славонији, Република Хрватска.

## Становништво
На попису становништва 2011. године, Плоштине су имале 108 становника.

## Попис1991.
На попису становништва 1991. године, насељено место Плоштине је имало 224 становника, следећег националног састава:
| Попис 1991.‍ | Попис 1991.‍ | Попис 1991.‍ | Попис 1991.‍ | Попис 1991.‍ |
| ----------- | ----------- | ----------- | ----------- | ----------- |
|             |             |             |             |             |
| Италијани   | Италијани   |             | 188         | 83,92%      |
| Хрвати      | Хрвати      |             | 27          | 12,05%      |
| Немци       | Немци       |             | 3           | 1,33%       |
| Мађари      | Мађари      |             | 1           | 0,44%       |
| Срби        | Срби        |             | 1           | 0,44%       |
| Чеси        | Чеси        |             | 1           | 0,44%       |
| непознато   | непознато   |             | 3           | 1,33%       |
| укупно: 224 |             |             |             |             |